# Eucalyptus barmedmanensis
Eucalyptus barmedmanensis är en myrtenväxtart som beskrevs av Joseph Henry Maiden. Eucalyptus barmedmanensis ingår i släktet Eucalyptus och familjen myrtenväxter. Inga underarter finns listade i Catalogue of Life.